# Romanzo storico

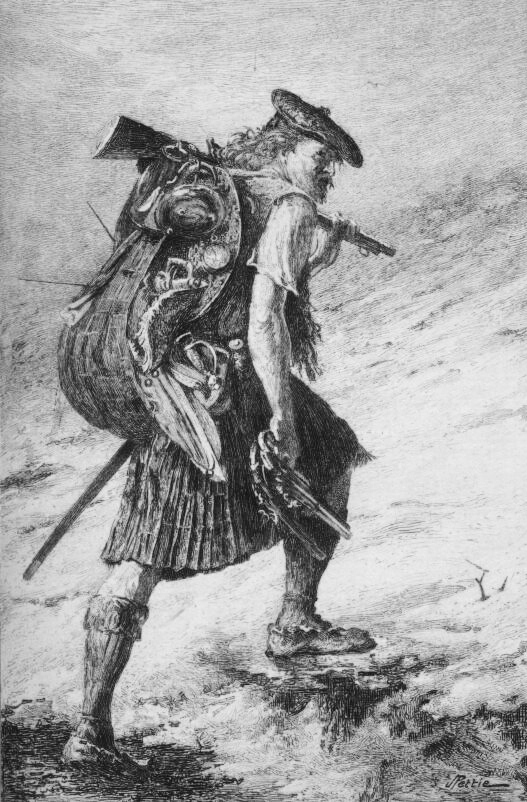
Illustrazione da Waverley di Walter Scott (1814), considerato il capostipite del romanzo storico.

Il romanzo storico è un'opera narrativa ambientata in un'epoca passata, della quale si ricostruisce in maniera significativa l'atmosfera, gli usi, i costumi, la mentalità e la vita in generale, così da farli rivivere al lettore. Può contenere personaggi realmente esistiti, oppure una mescolanza di personaggi storici e di invenzione. 
Dal momento che presenta una parte di invenzione e una parte di realtà storica, quello del romanzo storico è un genere “ibrido”, se non costituisce addirittura un ossimoro letterario. Lo statuto del genere si basa su una sorta di promessa implicita da parte dello scrittore: quella di limitare la propria libertà inventiva, sottoponendola al vincolo della verità storica. Il lettore sa di non trovarsi davanti a un trattato di storiografia, eppure non mancherà di chiedersi quanta parte di verità ci sia nei fatti narrati; per fruire dell'opera, dovrà scegliere di fidarsi della voce del suo autore.

## Nascita e primi sviluppi
Il romanzo storico è un genere tipicamente romantico, che nacque e conobbe una grande espansione durante l'Ottocento. In quel secolo la narrativa conquistò una posizione preminente sulle altre forme letterarie; la narrativa di ambientazione storica in particolare ricevette un forte impulso da una serie di fattori. La crescente affermazione del pensiero e del metodo scientifico favorì il rinnovamento degli studi storici e un forte interesse per le discipline storiche. Sul piano filosofico si andava affermando l'idea che il concatenarsi degli eventi nel tempo, lungi dall'essere casuale, obbedisca a una logica precisa; anche a causa delle grandi guerre, si iniziò a concepire l'esistenza dell'individuo come qualcosa di fortemente condizionato dalla storia. Inoltre il romanticismo e i sentimenti nazionalisti fecero leva sulla rievocazione della passata grandezza dei popoli e accrebbero il senso storico degli scrittori; i rivoluzionari accadimenti storico-politici del secolo si nutrirono così di una narrativa in grado di fornire figure esemplari del passato alle quali ispirarsi.
Prima dell'Ottocento, naturalmente, nel romanzo e anche nella drammaturgia erano già state utilizzate ambientazioni storiche: basti pensare ad alcuni drammi di Shakespeare, che analizzavano la crisi del sistema feudale e l'autodistruzione cui si stava votando l'aristocrazia; vi sono esempi di romanzi detti “storici” anche nel Seicento italiano, come il Demetrio Moscovita del ferrarese Maiolino Bisaccioni, pubblicato a Venezia nel 1639. Nel Settecento si erano avuti i grandi romanzi realistico-sociali (per l'Inghilterra Daniel Defoe, Samuel Richardson, Henry Fielding) che avevano raffigurato i caratteri della contemporaneità, ma sembrava difficile per gli autori rendere efficacemente le ambientazioni passate. Jonathan Swift, Voltaire e Diderot avevano ambientato le vicende dei loro romanzi satirici in tempi e luoghi indeterminati, che tuttavia rispecchiavano i tratti essenziali della Francia e dell'Inghilterra della loro epoca.
Inoltre, nei generi pre-romantici (picaresco e gotico su tutti) la storia era sostanzialmente un elemento statico, non produttivo dell'azione romanzesca e rappresentava più che altro lo scenario di fondo sul quale si muovevano i personaggi. Nel romanzo ottocentesco, invece, la storia entra in scena da protagonista e lo studio e la documentazione sugli eventi storici diventa pratica complementare, anzi, necessaria al lavoro dell'autore.
Occorre tuttavia osservare che nel romanzo Memorie di un cavaliere del 1720, Daniel Defoe «pone per la prima volta le avventure del suo eroe in un quadro storico [...], che lo scrittore si è certamente servito, per compilare quest'opera, di fonti e documenti storici [..]»; pertanto Memorie di un cavaliere ha «l'importanza di inaugurare in Inghilterra un genere letterario nuovo, a cui, un secolo più tardi, si ispirò Walter Scott».

### Walter Scott

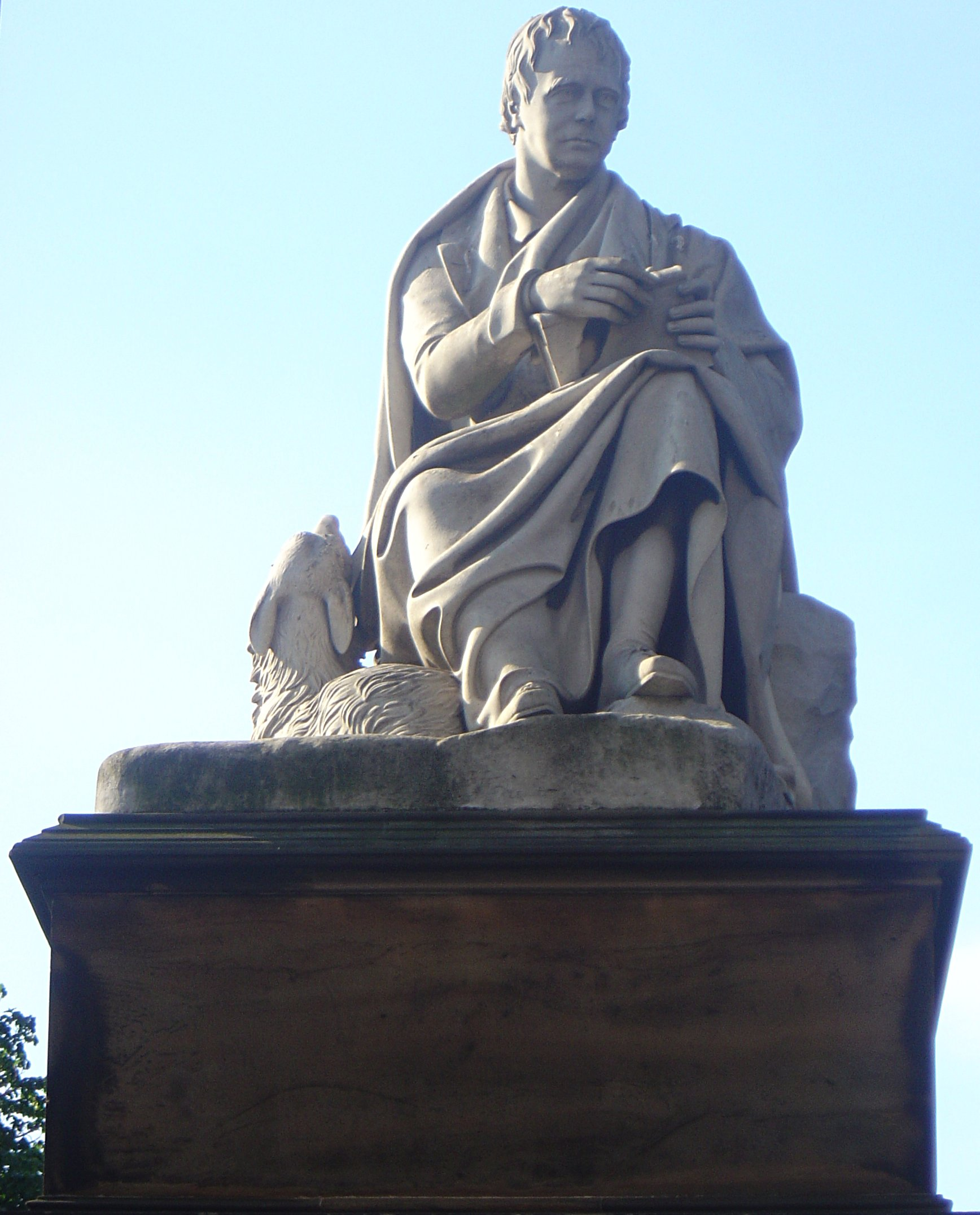
Monumento a Walter Scott nella città di Edimburgo

Waverley dello scrittore scozzese Walter Scott, pubblicato nel 1814, è considerato il capostipite del romanzo storico. Fu seguito a breve da Rob Roy (1818) e poi da Ivanhoe (1819). I romanzi di Scott ebbero un rapido successo e un'ampia diffusione in Europa e furono tradotti in diverse lingue, dando luogo a una vera e propria fioritura di storie di tipo anglosassone e di narrativa storica in diversi paesi.
Secondo il filosofo György Lukács, Walter Scott fu il primo romanziere a non considerare la storia come una mera cornice all'interno della quale collocare vicende di stampo moderno. Fino a Scott, infatti, nei romanzi ambientati in epoche passate, i pensieri, la psicologia e i comportamenti dei personaggi riflettevano quelli dell'epoca cui apparteneva il loro autore. Scott non modernizza mai le psicologie; descrive invece con precisione le condizioni di vita del periodo storico in cui ambienta i suoi romanzi, in modo che i comportamenti che ne scaturiscono non siano considerati dal lettore come curiosità storica, ma come tappe dell'evoluzione dell'umanità.

#### I personaggi
La produzione di Scott fu influenzata dai mutamenti che avevano modificato il volto dell'Europa: la rivoluzione francese aveva segnato profondamente il vecchio continente. Probabilmente allora per la prima volta il popolo aveva giocato un ruolo fondamentale nella storia; o comunque, per la prima volta il suo "peso" era stato notato: era apparso evidente come il corso della storia potesse essere influenzato non solo dalle grandi personalità, ma anche dalle persone comuni.
I già citati Waverley e Rob Roy narrano vicende legate alla storia della Scozia e hanno come protagonista un “eroe medio”: un personaggio che si colloca in un punto di intersezione tra diversi gruppi sociali, così da consentire all'autore, attraverso il conflitto tra i gruppi stessi, di esplorare i cambiamenti della società nel tempo. Il termine "medio" non va confuso con "mediocre". L'eroe di Scott non proviene dalle alte sfere, che costituiscono una parte limitata della società, ma da un livello sociale nella norma, rappresentativo della maggioranza della popolazione. È il tipo medio di "gentleman" inglese: dotato di saggezza, fermezza e dignità morale, ma non di qualità eccezionali.
Questa scelta comporta peraltro una grande libertà narrativa: nessuna fonte storica o documento attesta ciò che fecero uomini come Waverley o Francis Osbaldistone (protagonista di Rob Roy), perché essi sono personaggi di pura invenzione, a differenza delle grandi figure storiche sulle quali, invece, esiste una vasta documentazione. Sono, dunque, personaggi mai esistiti, ma che avrebbero potuto esserlo; il romanziere è libero di farli agire come crede perché, pur rappresentando tipologie umane reali, essi non sono legati alla verità documentata.
La mescolanza di realtà e invenzione è una caratteristica fondante del romanzesco e di questo genere in particolare; va a creare dei nessi tra il piano accertato e documentato della “macrostoria” (grandi eventi e scenari storici di ampio orizzonte) e il piano non documentato ma verosimile della “microstoria” (fatti e dati della vita quotidiana). È anche per via di questa intersezione (una sfaccettatura del 'patto' di fiducia che sempre si crea tra autore e lettore) che al centro del romanzo storico, da Scott in poi, verranno spesso poste storie di persone comuni; o per dirla con Alessandro Manzoni, che nove anni dopo Rob Roy darà alle stampe il capolavoro I promessi sposi, le vicende delle «gente meccaniche, e di piccol affare».

#### I dialoghi
Un altro tratto distintivo della produzione narrativa di Walter Scott è il sapiente uso dei dialoghi.
Prima di dedicarsi al romanzo, Scott si era espresso attraverso la poesia. Era diventato famoso con una raccolta, tratta da antiche fonti, di canti di menestrelli della frontiera scozzese: Minstrelsy of the Scottish Border (1802–03). Nel 1805 aveva ottenuto il successo con il poemetto narrativo The Lay of the Last Minstrel, al quale erano seguiti nel 1808 Marmion e nel 1810 The Lady of the Lake (opere ispirate ad antiche ballate, quindi a loro volta ambientate in epoche storiche; narravano del conflitto fra due differenti stili di vita, quello vecchio delle Highlands che si scontra con le leggi e l'ordine del nuovo governo nelle Lowlands). Furono probabilmente le necessità economiche a indurre lo scrittore a terminare Waverley, che aveva iniziato tempo addietro e mai finito; e fu senz'altro il timore di incorrere in aspre critiche a indurlo a pubblicare questo romanzo in forma anonima. Secondo i canoni del tempo, infatti (e, più in generale, della storia della letteratura attraverso i secoli), la poesia, e in particolare il poema epico, era la forma letteraria più alta, mentre la prosa era ritenuta di second'ordine.
D'altra parte la forma del romanzo consentì a Scott di dispiegare il suo spiccato talento nella costruzione dei dialoghi, che sono trascinanti, realistici e di grande forza; nei dialoghi si esplica l'animo dei personaggi, trovano sfogo sentimenti e pensieri, si presentano i conflitti. Talvolta (come ne L'antiquario, terzo romanzo della cosiddetta “trilogia scozzese” dopo Waverley e Guy Mannering), l'autore usa lo Scots, fornendo così anche uno spaccato di quella che era la lingua parlata in Scozia all'epoca dei fatti.

### Diffusione in Europa e negli Stati Uniti

#### Germania
La Germania conobbe una grande fioritura di romanzi storici immediatamente successiva alla diffusione delle opere di Scott, a partire dal 1834, quando Ludwig Rellstab (1799-1860) pubblicò il primo romanzo storico tedesco dal titolo 1812, fin verso la metà degli anni quaranta. Ricordiamo il romanzo storico-umoristico Le brache del signor von Bredow di Willibald Alexis (pseudonimo di Wilhelm Häring, 1798-1871) e soprattutto Witiko di Adalbert Stifter. Nella seconda parte del secolo, si distinguono le opere di Felix Dahn, tra le quali Ein Kampf um Rom.

#### Russia
Michail Nikolaevič Zagoskin (1789-1852) ottenne un grande successo con il romanzo Jurij Miloslavskij o i russi nel 1612 (1829). Altro seguace del romanzo storico alla maniera di Scott fu Ivan Ivanovič Lažečnikov (1792-1869), con L'ultimo Novik (1831-1833) sul periodo di Pietro il Grande e La casa di ghiaccio (1835), che si svolge all'epoca dell'imperatrice Anna di Russia. L'anno successivo, il 1836, Aleksandr Sergeevič Puškin diede alle stampe La figlia del Capitano, ambientato nel Settecento, al tempo della zarina Caterina II di Russia.

#### Francia

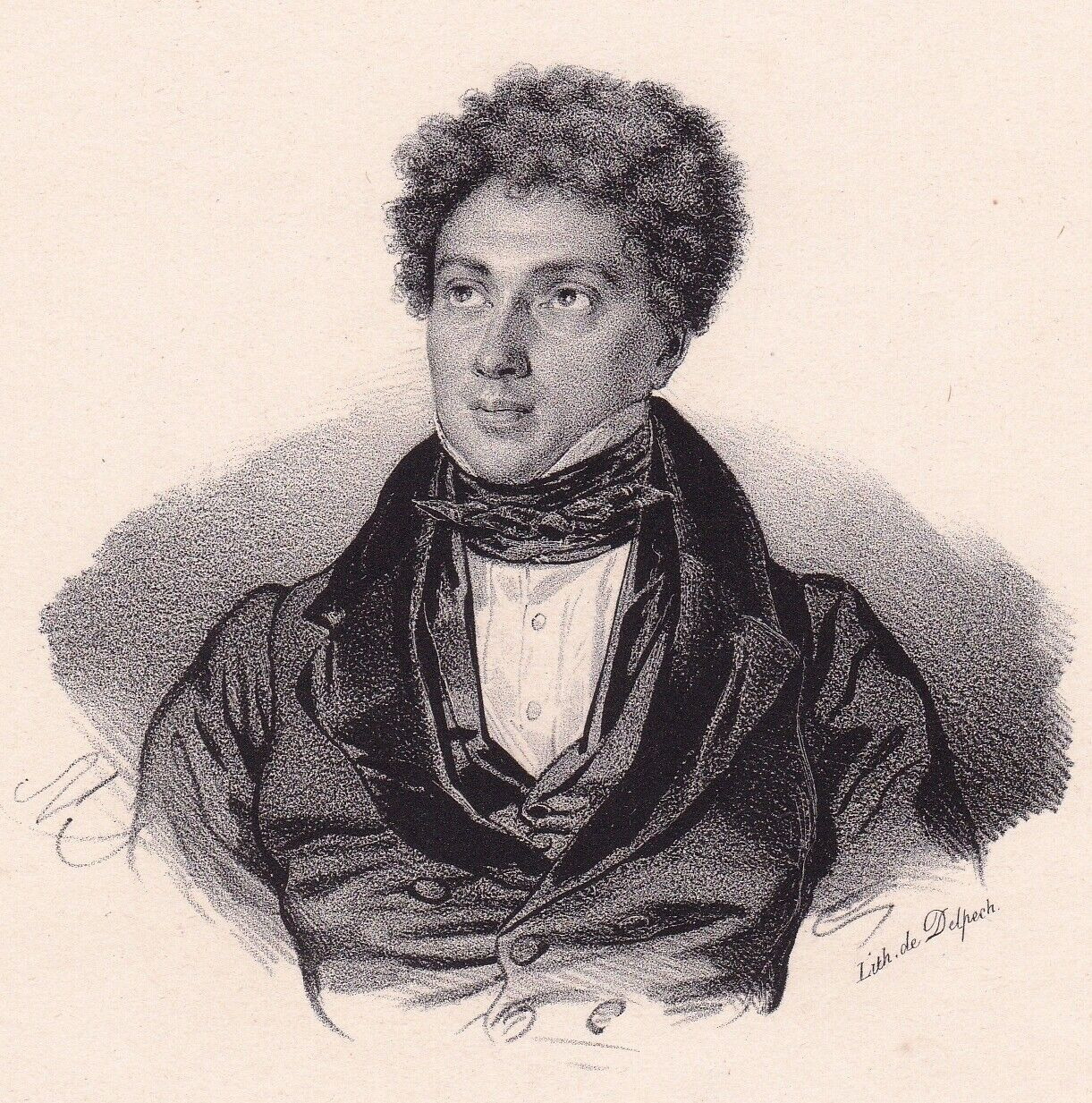
Ritratto di Alexandre Dumas da giovane

Non si può non citare in primo luogo Alexandre Dumas (padre), che fu grande ammiratore di Scott per tutta la vita. Nel 1822, a vent'anni, Dumas scrisse un testo teatrale intitolato Ivanhoë, adattando un episodio del romanzo dell'autore scozzese (testo che rimase inedito fino al 1974); molti anni più tardi, nel 1862, fece dare alle stampe una propria traduzione di Ivanhoe. Fortemente influenzato da Scott, Dumas utilizzò ambientazioni storiche dapprima nel teatro (il suo Enrico III e la sua corte (Henri III et sa cour) fu il primo dramma storico romantico) e in seguito nel feuilleton: il ciclo dei Moschettieri è ambientato nel Seicento, quello degli ultimi Valois nel tardo Cinquecento, mentre quello della Repubblica Partenopea, e quello di Maria Antonietta e della Rivoluzione, sono ambientati nel tardo Settecento.
Ma a parte Dumas, fu proprio dal superamento del romanzo storico che in Francia nacque la narrativa moderna. Di grande influenza fu la figura di Stendhal, che stigmatizzò alcuni elementi tipici del genere, come la tendenza al pittoresco e quella a riprodurre vicende patetiche e melodrammatiche. Per Stendhal la storia in sé non era che fredda cronaca, mentre solo il romanzo era vero documento, perché in grado di rievocare concretamente atmosfere e passioni. Scelse quindi di rappresentare nei suoi romanzi l'epoca in cui viveva, o un'epoca di poco precedente (come ne La Certosa di Parma), con lo stesso realismo e con la stessa attenzione per il percorso psicologico dei personaggi che Scott utilizzava nel rappresentare un'epoca passata; Stendhal fu un cronista e uno psicologo finissimo nel ricreare personaggi e atmosfere. Questa sua svolta segnò la crisi del romanzo storico classico e l'avvio verso il romanzo sociale psicologico.
La strada indicata da Stendhal fu seguita soprattutto da Honoré de Balzac al quale, secondo György Lukács, si deve il passaggio dalla «rappresentazione della storia passata» secondo l'esempio di Scott alla «rappresentazione del presente come storia». La nuova era, quella del naturalismo e del verismo, si aprì nel segno di Gustave Flaubert e proseguì nel nome di Émile Zola.
Anche Victor Hugo si avvicinò allo storico con Notre Dame de Paris, romanzo gotico e medievale, nel quale sono presenti elementi pittoreschi nonché una certa enfasi sull'irrazionalità delle passioni. Ma il suo capolavoro, I miserabili (1862), è inserito in un contesto temporale molto più vicino a quello nel quale l'autore visse (il periodo post napoleonico) e, più orientato al sociale, è difficilmente riducibile a un romanzo storico in senso stretto.

### Negli Stati Uniti
Noti e importanti romanzi a base storica della letteratura statunitense sono: L'ultimo dei Mohicani di James Fenimore Cooper, La lettera scarlatta di Nathaniel Hawthorne, La capanna dello zio Tom di Harriet Beecher Stowe, Il richiamo della foresta di Jack London, Il grande Gatsby di Francis Scott Fitzgerald.

## Il romanzo storico in lingua italiana

### Nel Settecento
Nel Settecento la produzione romanzesca italiana era stata di scarso rilievo, per lo più costituita da riprese o addirittura da imitazioni di alcuni modelli inglesi o francesi, con l'eccezione delle Ultime lettere di Jacopo Ortis del Foscolo, la cui stesura risale al 1798 anche se la prima pubblicazione avvenne nel 1801. Il romanzo foscoliano, di forma epistolare, non può essere considerato un romanzo storico. Vi è sì uno stretto legame fra la vicenda storica (caduta della Repubblica di Venezia) e la vicenda individuale; tuttavia, il punto di vista strettamente soggettivo esclude quel carattere di ricostruzione di un mondo e di un'epoca che sta alla base del romanzo storico.

### Nell'Ottocento
Durante i primi anni della Restaurazione apparvero in Italia opere dai caratteri non ancora chiaramente definiti, come la novella storica Il castello di Binasco della scrittrice torinese Diodata Saluzzo Roero, ambientata nel Trecento e pubblicata nel 1819. Il romanzo storico propriamente detto fece la sua apparizione poco dopo, negli anni venti dell'Ottocento, e visse una stagione di straordinaria proliferazione che perdurò fino ai primi anni quaranta. Al traduttore Gaetano Barbieri si deve la circolazione delle opere di Walter Scott: la sua versione di Ivanhoe uscì nel 1822. Nei vent'anni successivi, in Italia come nel resto d'Europa, esplose il fenomeno e furono pubblicati - spesso a puntate, in appendice a giornali e riviste - oltre cento nuovi romanzi storici di autori italiani.
A favorire la diffusione del genere fu anche la situazione politica del paese che spronava i romanzieri a farsi portavoce delle vicende storiche dell'Italia susseguitesi dal Medioevo al Risorgimento, allo scopo di mostrare esempi eroici di libertà e resistenza all'oppressione dello straniero (si parla infatti di romanzo storico risorgimentale). La soluzione di convogliare esortazioni, speranze e ideali patriottici all'interno di vicende ambientate in un passato remoto, quindi apparentemente svincolate dalla situazione politica presente, era peraltro imposta da circostanze oggettive: permetteva, cioè, di aggirare la censura.
C'è da dire, inoltre, che nelle letterature europee del primo Ottocento il romanzo aveva già raggiunto un notevole sviluppo, che seguiva la fortuna settecentesca del romanzo epistolare, di quello diaristico e quello di formazione. In Inghilterra stava prendendo piede il romanzo gotico e in Francia, come già detto, il romanzo sociale psicologico. In Italia tutte queste esperienze non riuscivano a penetrare; la fortuna del romanzo storico in Italia va anche attribuita, quindi, alla minor presa delle nuove tendenze europee.
Anche se la maggior parte di questi romanzi non si ricorda né si legge più, tra essi si annoverano I Lambertazzi e i Geremei di Defendente Sacchi e Il castello di Trezzo di Giambattista Bazzoni (entrambi usciti nel 1827), diversi titoli di Carlo Varese (Sibilla Odaleta. Episodio delle guerre d'Italia alla fine del secolo XV, La fidanzata ligure ossia usi, costumanze e caratteri dei popoli della Riviera ai nostri tempi, I prigionieri di Pizzighettone, Falchetto Malaspina, Preziosa di Sanluri ossia i Montanari sardi, Torriani e Visconti), e soprattutto la punta di diamante di questa vasta produzione: I promessi sposi.

#### Manzoni eI promessi sposi

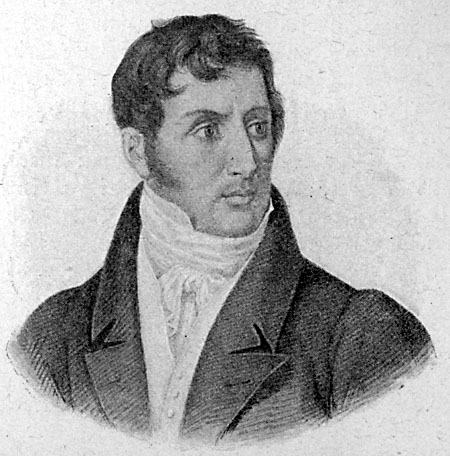
Ritratto di Alessandro Manzoni

L'anno fondamentale per il romanzo storico in Italia fu il 1827: fu allora che Alessandro Manzoni concluse la prima versione, chiamata appunto ventisettana (la seconda, e definitiva, è del 1840) del suo capolavoro ambientato nella Milano del Seicento, dopo essersi a lungo documentato partendo dalla Historia Patria dello storico milanese Giuseppe Ripamonti e dopo aver attentamente riflettuto sulle caratteristiche e sugli scopi del genere letterario che si accingeva ad affrontare (anni dopo, nel 1845, lo scrittore diede anche alle stampe il saggio Del romanzo storico e, in genere, de' componimenti misti di storia e d'invenzione).
Manzoni conosceva i romanzi di Scott e la lettura di Ivanhoe gli era stata di ispirazione già per Adelchi (tragedia ambientata al tempo della discesa in Italia di Carlo Magno), ma tra i due scrittori vi è una grande differenza. Infatti, mentre l'opera di Scott aveva il principale intento di appassionare e divertire il lettore, Manzoni fece de I promessi sposi un romanzo a tesi storica, religiosa, morale; il lettore è chiamato a divenire consapevole di come sia il mondo, di quale sia la natura delle relazioni umane, di quale sia il significato dell'esistenza e della storia.
Nell'introduzione, Manzoni proclama l'opera come un manoscritto ritrovato e riadattato dal passato; espediente già utilizzato da Scott in Ivanhoe (e utilizzato anche in opere successive di altri autori, ad esempio La lettera scarlatta di Nathaniel Hawthorne). Inoltre dichiara di aver effettuato ricerche tra i documenti originali e le relazioni storiche dell'epoca, e nei primi capitoli fa espliciti riferimenti alle leggi del tempo. Con questi accorgimenti l'autore intende rinsaldare il 'patto' di fiducia con il lettore, rassicurandolo sulla verosimiglianza dei fatti narrati. In ogni modo, ne I promessi sposi le vicende di pura invenzione si intrecciano senza stridori, anzi si armonizzano perfettamente con i fatti storici avvenuti nel milanese tra il 1628 e il 1630 (carestia, tumulto di San Martino, guerra per la successione al Ducato di Mantova, calata dei Lanzichenecchi, peste del 1630).
Il grande valore e il successo di questa sua opera contribuirono ulteriormente alla diffusione del romanzo storico in Italia.

#### Dopo Manzoni
Dopo il 1827 all'interno del genere si formarono due “correnti”: da un lato quella manzoniana (vicende di personaggi umili, intento educativo, impegno morale), dall'altro quella scottiana (ambientazione medievale, gusto dell'avventura, rapimenti e duelli), più facile e di più sicuro successo, favorita anche dal bisogno del pubblico di una narrativa popolare, ma allo stesso tempo efficace e coinvolgente. Un'altra distinzione si può fare sul piano ideologico: alcuni autori si collocano in un ambito cattolico e più conservatore (d'Azeglio, Grossi), altri su posizioni repubblicane e più progressiste (Guerrazzi, Nievo).

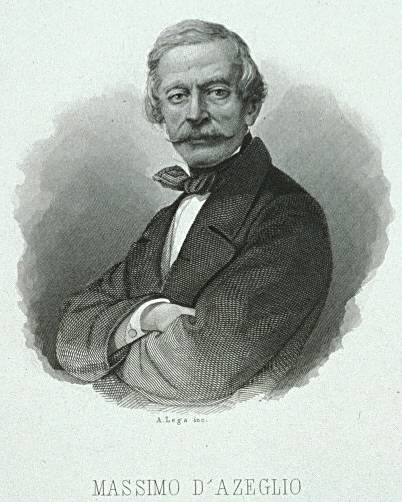
Ritratto di Massimo d'Azeglio

Tra i romanzi storici di Massimo d'Azeglio (genero, peraltro, di Manzoni) vi è Niccolò de' Lapi, ovvero i Palleschi e i Piagnoni, ambientato nella Firenze del Savonarola, e il celebre Ettore Fieramosca ossia la disfida di Barletta (1833), che narra avventure di tipo romantico-cavalleresco incentrate su un episodio della Guerra d'Italia del 1499-1504, tra Francia e Spagna, per il controllo del Napoletano. D'altra parte, la vicenda è attualizzata e l'autore non si preoccupa della precisione della ricostruzione storica neanche per quanto riguarda l'episodio centrale: la sfida tra cavalieri italiani e francesi non fu, come narrato nel romanzo, una questione di coscienza nazionale offesa, ma piuttosto di onore tra uomini d'arme; a d'Azeglio, evidentemente, interessava soprattutto trasmettere, sotto traccia, gli ideali risorgimentali. La storia della disfida si intreccia inoltre con un amore avventuroso e tragico, che permette all'autore di inserire nel romanzo gli elementi tipici della mitologia romantica. L'opera ottenne un grande successo e ha avuto diverse versioni cinematografiche e televisive durante il Novecento.
Tommaso Grossi approdò alla prosa dopo alcune esperienze narrative in versi. Nel romanzo Marco Visconti, uscito nel 1834 e presto tradotto in diverse lingue, sviluppò motivi cavallereschi e pittoreschi, legati al Medioevo di maniera. Nonostante questo il lavoro si ispira fortemente al modello manzoniano, dal quale riprende personaggi e situazioni.
Francesco Domenico Guerrazzi, seguace del modello scottiano, già nel 1827 aveva dato alle stampe La battaglia di Benevento, che narrava della guerra tra gli Svevi e gli Angioini durante il Duecento; nel 1836 pubblicò a Parigi L'assedio di Firenze, che utilizzava le vicende della Repubblica fiorentina del 1527-1530 per occuparsi in realtà di questioni risorgimentali e patriottiche. In seguito, nel 1854, diede alle stampe Beatrice Cenci, sulla giovane nobildonna romana giustiziata a fine Cinquecento per aver ucciso il padre.
Ricordiamo anche Margherita Pusterla (1838) di Cesare Cantù e i romanzi di Luigi Capranica, pervasi da un intenso afflato patriottico quando fanno agire personaggi quali Giovanni delle Bande Nere o Paolo Sarpi.
Nel 1837 Niccolò Tommaseo, da Parigi dove si era volontariamente esiliato per via di alcuni problemi con la censura, diede alle stampe la novella storica Il Duca d'Atene, che va a costituire un trittico di novelle di ambientazione medievale con la precedente Il sacco di Lucca (1834) e la successiva L'assedio di Tortona (1844). Tommaseo era convinto che il romanzo non fosse adeguato a sviluppare una corretta visione del passato, perché, per sua natura, narra vicende che, pur traendo spunto da eventi realmente accaduti, vengono fuse con elementi che non hanno nulla a che vedere con la storia (ad esempio, le vicende sentimentali dei personaggi). Per questo preferì cimentarsi con componimenti più brevi e incisivi e utilizzò, nei dialoghi, la lingua originale del periodo, nonostante non fosse sempre comprensibile al lettore suo contemporaneo: riteneva in questo modo di mantenersi fedele al concetto di vero storico (anche se, per la verità, i suoi dialoghi non tengono conto delle differenze di censo: il popolo del Trecento parlava in modo assai diverso rispetto alle classi elevate, e Tommaseo li fa esprimere in modo simile). Il suo unico romanzo Fede e bellezza (1840), la sua opera letteraria più importante, di carattere psicologico-sentimentale, recuperò una dimensione introspettiva e anticipò tematiche e risvolti del romanzo decadente europeo.

#### Evoluzione del genere
Dopo il 1840 la situazione politico-sociale in Europa cambiò. Le aspirazioni libertarie che avevano trovato espressione nel romanzo storico ebbero progressivamente il loro coronamento; la borghesia si sostituì all'antica classe dirigente e il mutare del quadro politico-istituzionale sollecitò la narrativa a intraprendere direzioni nuove: ambientazioni più vicine alla contemporaneità e maggior attenzione all'introspezione psicologica dei personaggi e al loro vissuto quotidiano. Secondo György Lukács, infatti, il 1848, l'anno della Primavera dei popoli, fu anche l'anno della svolta per il romanzo storico europeo, che si allontanò dall'alveo classico e prese strade moderne (vedi quanto già detto a proposito di Balzac). La situazione italiana era però diversa, per via della peculiare provvisorietà del nostro Risorgimento: nel '48 furono "concesse", non conquistate, quattro carte costituzionali, tutte poi ritrattate con l'eccezione dello Statuto Albertino; nel 1849 fallì la Repubblica Romana. Ne consegue che in Italia la spinta rivoluzionaria rimase viva più a lungo e che il romanzo storico rimase la forma di letteratura più diffusa, contribuendo a educare alla lettura intere generazioni; il superamento del genere avvenne solo dopo il 1860, l'anno dell'Unità d'Italia.

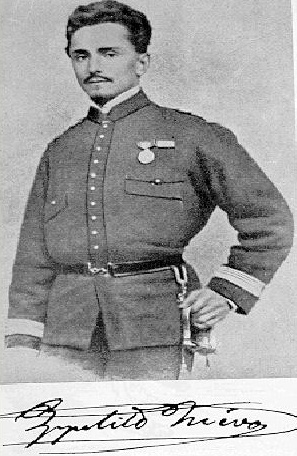
Ippolito Nievo in divisa da garibaldino

D'altra parte, già nei decenni precedenti il romanzo storico fu oggetto di critiche da parte dei letterati italiani. Grande scalpore suscitò la "sconfessione" di Manzoni, che nel 1845 pubblicò il già citato saggio Del romanzo storico ed in genere de' componimenti misti di storia e invenzione, nel quale prese le distanze dal genere perché storicamente inattendibile. Di altro tenore, contenutistico, l'opposizione di Antonio Bresciani, il quale pubblicò romanzi storici antirisorgimentali (L'Ebreo di Verona), che quindi esprimevano concezioni politiche opposte a quelle attorno alle quali il genere era fiorito. Anche Giuseppe Rovani si schierò contro il romanzo storico, accusandolo di presentare stereotipi e nutrirsi di meccanismi narrativi ormai logori. A questo stile contrappose Lamberto Malatesta (1843), Valenzia Candiano (1843), Manfredo Pallavicino (1845-1846) e La giovinezza di Giulio Cesare (1872). In seguito Rovani diede alle stampe Cento anni, che insieme a Le confessioni di un italiano, capolavoro di Ippolito Nievo - pubblicato postumo nel 1867 per via della tragica morte durante un naufragio del suo autore - costituisce un alto esempio di trasformazione del romanzo storico in una forma nuova.
In entrambe le opere la memoria storica viene filtrata attraverso la memoria individuale; decadono così alcune componenti fondamentali del romanzo storico del primo Ottocento, che si caratterizzava per l'onniscienza dell'autore e la sua estraneità ai fatti raccontati. Nel caso di Rovani l'io narrante è uno storico dall'atteggiamento alquanto disincantato, mentre nel caso di Nievo è un testimone diretto dei fatti e la prima parola del testo è proprio "Io". In entrambi i romanzi compaiono inoltre due elementi che caratterizzeranno la produzione successiva: il prevalere della “microstoria” (vita quotidiana degli individui) sulla “macrostoria” (grandi eventi di interesse collettivo) e l'avvicinamento dei fatti narrati alla contemporaneità.
I romanzi post-unitari, sia veristi che successivi al verismo, continuarono a confrontarsi con la materia bruciante dei sogni risorgimentali e, soprattutto, delle grandi speranze tradite: poiché il 1860 segnò solo la prima tappa di un faticoso processo che lasciò a lungo irrisolta la questione romana e si concluse molto tempo dopo, all'indomani della Grande Guerra, con l'annessione del Triveneto. Nell'intento di sconfessare le verità 'ufficiali', confezionate ad arte dal potere, gli scrittori attivi nell'ultima parte del secolo raccontarono quindi l'Italia reale, che viveva nelle campagne e nelle piazze, spesso nella frustrazione e nella miseria. Pensiamo ad esempio a Il ventre di Napoli (1884) di Matilde Serao. Oppure pensiamo a I Viceré di Federico De Roberto, pubblicato nel 1894; come il Principe di Salina ne Il Gattopardo, che uscirà oltre mezzo secolo dopo (vedi più avanti), la famiglia degli Uzeda rappresenta, in quest'opera, il passato di un ordine feudale che si dissolve, e non necessariamente per creare un ordine migliore. Restando in ambito siciliano (la Sicilia ha molti 'conti in sospeso' con la storia e le sue promesse) e su questioni di Risorgimento meridionale, anche I vecchi e i giovani di Luigi Pirandello è talvolta annoverato tra i romanzi storici (nonostante si occupi di vicende temporalmente vicine all'autore). Scritto nel 1899, pubblicato a puntate nel 1909 su Rassegna contemporanea e in volume, riveduto, nel 1913, secondo le parole dello stesso Pirandello è il "romanzo della Sicilia dopo il 1870, amarissimo e popoloso romanzo, ov'è racchiuso il dramma della mia generazione".
Ricordiamo anche, in tutt'altro ambito e per chiudere il secolo, la figura dell'autore sardo Enrico Costa, che nel 1885 diede alle stampe Il muto di Gallura.

### Nel Novecento e nel Duemila

Riccardo Bacchelli

Agli inizi del Novecento, quando trionfava una corrente come il Futurismo e si invocava il superamento dei modelli ottocenteschi e l'abolizione della narrazione in senso tradizionale, il romanzo storico ebbe generalmente minor fortuna; con l'eccezione, su un piano di narrativa popolare, del romanzo d'appendice (ricordiamo I Beati Paoli di Luigi Natoli, pubblicato a puntate tra il 1909 e il 1910 e ambientato nella Palermo dell'inizio del XVIII secolo) e, sul piano letterario, con l'eccezione delle opere di Riccardo Bacchelli. Significativi, in particolare, il romanzo Il diavolo al Pontelungo (1927) e la successiva trilogia Il mulino del Po (1938-1940), di oltre mille pagine, basata su un cospicuo lavoro di ricerca. L'autore vi ricostruisce, attraverso tre generazioni, un secolo di storia dall'inizio dell'Ottocento alla Grande Guerra.
Singolare la figura di Carlo Alianello, il capostipite del revisionismo del Risorgimento, che nel 1942 diede alle stampe L'Alfiere, ambientato al tempo della spedizione dei Mille. Nella seconda metà del secolo Alianello pubblicò altri romanzi storici revisionistici: Soldati del Re (1952), L'eredità della priora (1963), La conquista del Sud (1972).
La tragedia della seconda guerra mondiale ispirò una vasta produzione letteraria, alcune opere all'interno della quale sono talora considerate romanzi storici, pur non rientrando a rigore nel genere, poiché si riferiscono a esperienze vissute dagli autori. Tra queste Il sergente nella neve di Mario Rigoni Stern, Centomila gavette di ghiaccio di Giulio Bedeschi, Il cavallo rosso, I più non ritornano, Gli ultimi soldati del re di Eugenio Corti, le opere di Primo Levi e di Curzio Malaparte. Lo stesso vale per il neorealismo, effetto della "smania di raccontare" le esperienze appena vissute della guerra e della Resistenza, secondo le parole di Italo Calvino nella prefazione al suo romanzo Il sentiero dei nidi di ragno.
Tra gli anni cinquanta e sessanta, all'indomani della nascita della Repubblica Italiana, Vasco Pratolini pubblicò la trilogia Una storia italiana (Metello, Lo scialo e Allegoria e derisione), che narra la storia del Paese dall'unità al ventennio fascista: l'intenzione dello scrittore era quella di raccontare il passato comune allo scopo di avviare una migliore comprensione del presente. 

Carlo Alianello

Di grande rilievo è la figura di Maria Bellonci, che dopo aver esordito nel 1939 con una biografia di Lucrezia Borgia diede alle stampe diversi romanzi e racconti storici, dal '47 fino agli anni ottanta: ricordiamo i titoli Segreti dei Gonzaga, Tu vipera gentile, Rinascimento privato.
Molto rilevante anche la figura di Anna Banti, che nel '47 pubblicò Artemisia, sulla vita della pittrice seicentesca Artemisia Gentileschi, una donna dalla spiccata vocazione artistica in lotta con i pregiudizi del suo tempo. Ricordiamo inoltre Noi credevamo (1967), nel quale la scrittrice rivive le aspirazioni e le memorie del nonno, fervente mazziniano per anni prigioniero nelle carceri borboniche.
Nel 1958 fu pubblicato, postumo, Il Gattopardo di Giuseppe Tomasi di Lampedusa, forse il più celebre tra i romanzi storici italiani a livello internazionale (anche per via della versione cinematografica di Luchino Visconti). La Sicilia borbonica al tramonto che vi è ritratta rappresenta non tanto un'area geografica destinata a cambiare quanto un mondo che si evolve, restando però sempre uguale a sé stesso. Sempre in ambito siciliano, non si può non citare Il consiglio d'Egitto di Leonardo Sciascia, uscito nel 1963. Il romanzo è ambientato in una Palermo del Settecento dove vive e agisce un abile falsario il quale "inventa" un antico codice arabo che dovrebbe togliere ogni legittimità ai privilegi dei baroni siciliani.

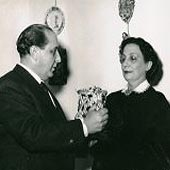
Goffredo e Maria Bellonci

Ricordiamo anche la figura della scrittrice, saggista e filologa Maria Corti, il cui romanzo L'ora di tutti, ambientato in Puglia nel tardo Quattrocento, uscì nel 1962.
La Storia di Elsa Morante, pubblicato nel 1974, fu un evento di primo piano sul piano letterario e anche editoriale: l'autrice impose all'editore un prezzo di copertina molto basso, per evidenziare l'ispirazione e la destinazione popolare della sua opera, che ottenne un grande successo. Secondo alcuni quella della Morante fu una grande operazione di recupero e rilancio del romanzo storico. D'altra parte, l'opera è ambientata in un'epoca nella quale l'autrice ha vissuto (seconda guerra mondiale) quindi, per la stessa ragione per la quale i romanzi neorealistici sopra citati non possono essere definiti storici, e anche in base alle definizioni del genere riportate a inizio voce, la classificazione de La Storia come romanzo storico può apparire discutibile.
L'anno successivo, il 1975, lo scrittore e saggista Mario Pomilio diede alle stampe la sua opera più nota, Il quinto evangelio, per la quale vale lo stesso discorso: per quanto sia talvolta ascritta al novero dei romanzi storici, è ambientata nel corso della seconda guerra mondiale, quando l'autore era vivente e operante.
Nel 1979 uscì L'ordalia di Italo Alighiero Chiusano, ambientato invece nel Medioevo, che ottenne il Premio Selezione Campiello e fu al centro di una grande attenzione; a posteriori, l'opera sembra in qualche modo aver 'aperto la strada' a Il nome della rosa di Eco.

#### Il romanzo neostorico

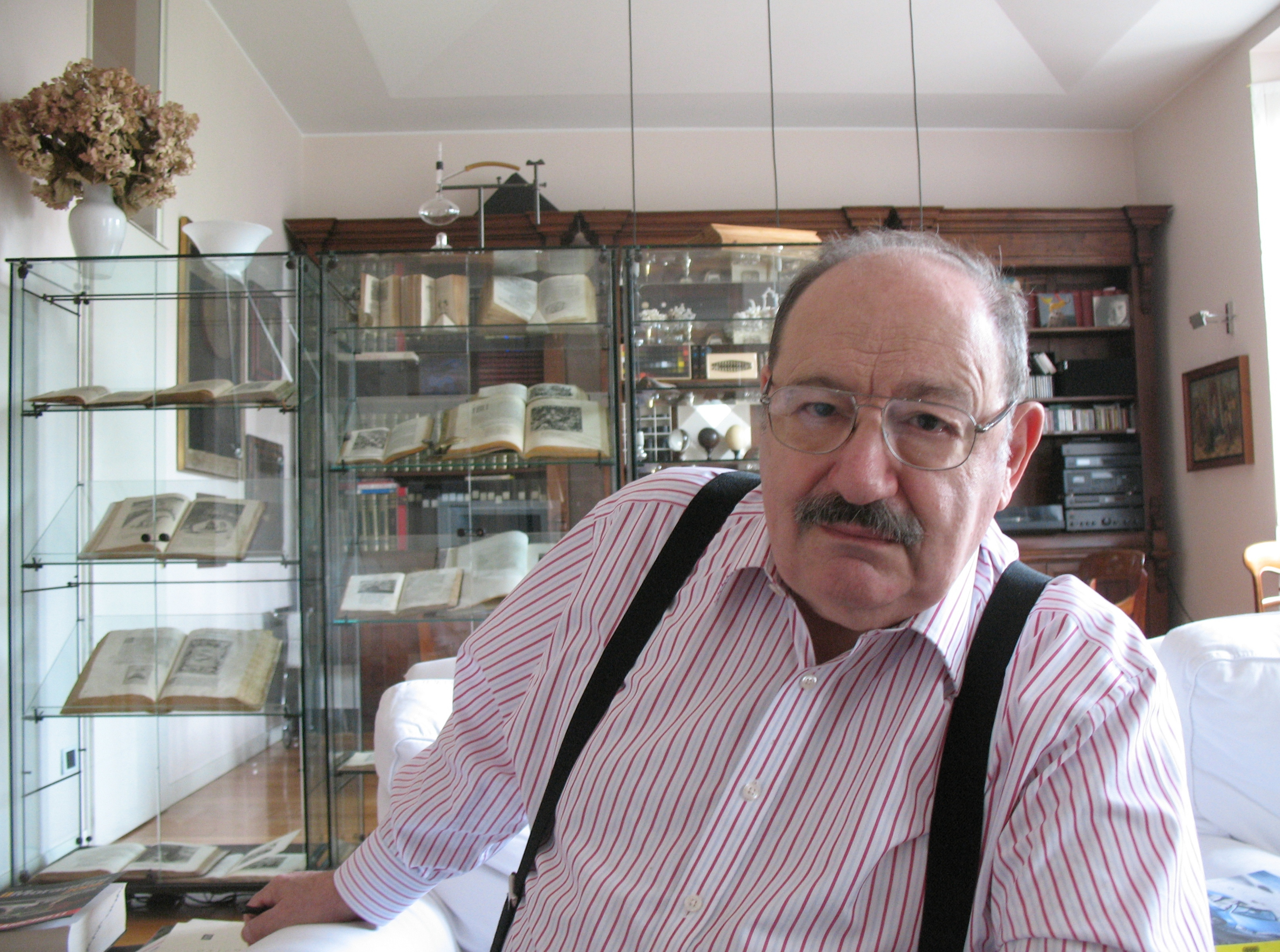
Umberto Eco

Negli ultimi anni del Novecento si è avuto un ritorno del romanzo storico, da allora molto praticato fino ai giorni nostri. Nel 1980 Umberto Eco ottenne un successo mondiale con il potente affresco medievale Il nome della rosa, dando l'avvio alla rinascita del genere; si parla infatti di "romanzo neostorico". La vicenda narrata da Eco si svolge nel 1327 in una zona non precisamente identificata fra l'Italia settentrionale e la Francia meridionale. Come già avevano fatto Scott e Manzoni, nell'introduzione il romanzo viene dichiarato come un manoscritto ritrovato e riadattato dal passato.
La successiva fioritura di romanzi storici, a partire dagli anni ottanta del Novecento fino ad oggi, può apparire come un paradosso, se si tiene conto della perdita di prospettiva storica che è caratteristica della cultura postmoderna. Tuttavia si tratta di un paradosso apparente, poiché il filone odierno si differenzia da quello ottocentesco proprio nel suo rifiuto di esprimere una concezione forte, organica e positiva della storia; anzi, il romanzo neostorico respinge ogni idea storicistica di progresso. I narratori contemporanei non manifestano alcuna fiducia nei processi evolutivi della civiltà, ma sono loro i primi a porsi in modo critico verso la Storia. Il successo dei nuovi romanzi storici può essere quindi messo in rapporto con la crisi delle ideologie e la sfiducia nel divenire: il presente troppo squallido indurrebbe a rifugiarsi in un passato lontano. Il passato non è più la ricerca delle origini, ma può rappresentare una fuga dalla realtà, oppure la rappresentazione di una realtà sostanzialmente inconoscibile, quanto quella del presente. Non bisogna comunque dimenticare che il successo del romanzo storico non è un fenomeno solo italiano, ma riguarda tutta la narrativa postmoderna: basti ricordare gli americani Don DeLillo e Thomas Pynchon.
Sebastiano Vassalli rappresenta una significativa esperienza di ritorno al romanzo storico in tempi recenti.  Partito dallo sperimentalismo del Gruppo 63, lo scrittore se ne distaccò per intraprendere nuove strade e quindi approdare al romanzo storico, con La chimera (1990) e Marco e Mattio (1992), ambientati il primo nel Seicento e il secondo alla fine del Settecento. I suoi romanzi intendono evidenziare le analogie e le differenze che intercorrono fra il tempo odierno della scrittura e l'epoca storica nella quale si svolge il racconto; per quanto distante sia la prospettiva dalla quale i destini umani vengono osservati, la ricerca di un senso in essi si rivela comunque vana.
Del Gruppo 63 fece parte anche Luigi Malerba, che nel 1974 diede alle stampe Le rose imperiali, ambientato nella Cina del IV secolo. Seguirono Storie dell'anno Mille (1777, scritto con Tonino Guerra), Il pataffio (1978), Il fuoco greco (1991), Le Maschere (1995), Itaca per sempre (1997). In questi romanzi i riferimenti ai fatti storici sono scarni, mentre sul passato si riflettono le ombre del presente politico oscuro e corrotto; il passato, quindi, si rivela inestricabile quanto il presente.
Nel 1976 Vincenzo Consolo pubblicò Il sorriso dell'ignoto marinaio e nel 1987 Retablo, il primo ambientato nell'Ottocento e il secondo nel Settecento. In queste opere la ricostruzione storica è vista come un rimedio all'azione distruttiva del potere contro la memoria; di conseguenza, lo scrittore si propone di esplorare le crepe della storia ufficiale, alla ricerca di ciò che è stato omesso o cancellato.
Ricordiamo anche Cercando L'Imperatore (1985) di Roberto Pazzi, sulla famiglia dello zar Nicola II dopo la rivoluzione d'ottobre, e I fuochi del Basento (1987) di Raffaele Nigro, sulle lotte contadine nel sud preunitario, La baronessa dell'Olivento che racconta la fuga degli albanesi dopo la morte di Skanderbeg e Santa Maria delle Battaglie; e Il resto di niente di Enzo Striano, uscito nel 1986, nel quale viene raccontata la vita di Eleonora de Fonseca Pimentel sullo sfondo della rivoluzione napoletana del 1799.
Nel 1987 Rosetta Loy diede alle stampe Le strade di polvere, storia di una famiglia monferrina dalla fine dell'età napoleonica ai primi anni dell'Unità. Nel 1988 uscì Le menzogne della notte di Gesualdo Bufalino, che vinse il Premio Strega, e nel 1990 La lunga vita di Marianna Ucrìa di Dacia Maraini, sul riscatto di una gentildonna sordomuta dal trauma di una violenza subita da bambina, nella Palermo del Settecento. Nel 1994 fu pubblicato uno dei testi fondamentali della narrativa contemporanea, Sostiene Pereira di Antonio Tabucchi, ascrivibile al novero dei romanzi storici in quanto ambientato a Lisbona nel 1938, durante il regime salazarista.
Degno di nota anche Q (1999), un affresco sugli anni della Riforma protestante del collettivo Luther Blissett, poi noto come Wu Ming. Negli anni successivi questi autori hanno dato alle stampe altre opere di ambientazione storica: Manituana (2007), Altai (2009). Anche il collettivo Kai Zen si è cimentato nel genere: vedi La strategia dell'Ariete, uscito nel 2007.

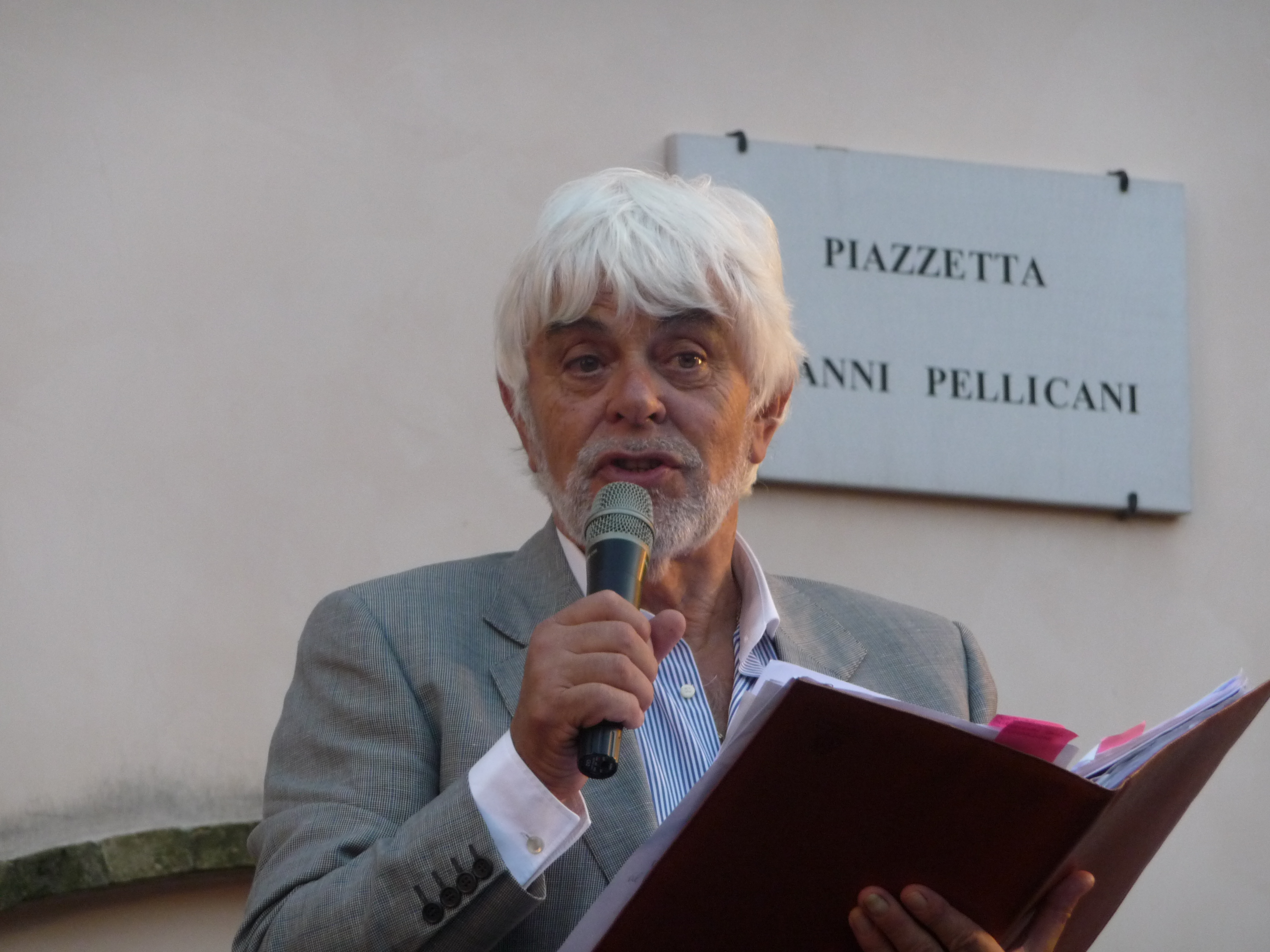
Valerio Massimo Manfredi a Mestre

Negli anni duemila, un autore del genere di grande successo commerciale in Italia è Valerio Massimo Manfredi, che scrive romanzi storici ambientati nell'epoca antica, principalmente ellenistica e romana. Con diversi best seller (dalla trilogia Aléxandros a L'ultima legione), Manfredi ha ottenuto la traduzione in numerose lingue, vendendo oltre 12 milioni di copie nel mondo.
Per il resto, il romanzo storico, o neostorico, continua ad attirare numerosi autori tra loro diversi, che provengono da esperienze diverse, consacrati oppure esordienti, che operano nelle più diverse regioni d'Italia; il genere viene pubblicato dalle case editrici di grande tradizione come dalla nuova editoria; comprende opere che si avvalgono di ricostruzioni storiche scrupolose come opere che lasciano ampio spazio all'invenzione narrativa; opere letterariamente curate come opere volte soprattutto ad appassionare e divertire il lettore. Al di là dell'ambientazione storica, è difficile trovare tratti comuni tra i romanzi in questione. Molto noti e di rilievo sono i romanzi storici di Andrea Camilleri, come Il birraio di Preston, La concessione del telefono e La mossa del cavallo. Carlo Lucarelli ha dato alle stampe alcuni gialli ambientati nell'era fascista (Carta bianca, L'estate torbida, Via delle Oche). Anche Antonio Scurati si è cimentato nello storico, con Una storia romantica e il ciclo su Mussolini iniziato con M. Il figlio del secolo. Tra gli altri autori in attività, ricordiamo Valerio Evangelisti (ciclo di Eymerich, da Nicolas Eymerich, inquisitore in avanti), Guido Cervo (ciclo di Valerio Metronio, da Il legato romano in avanti), Danila Comastri Montanari (serie di Publio Aurelio, da Mors tua in avanti), e poi Alan D. Altieri, Alessandro Barbero, Valter Binaghi, Rino Cammilleri, Giulio Castelli, Rita Charbonnier, Gianandrea de Antonellis, Andrea Frediani, Ugo Moriano (vincitore del premio Selezione Bancarella 2013 con L'ultimo sogno longobardo), Giulio Leoni, Laura Mancinelli, Andrea Molesini (vincitore del Premio Campiello 2011 con Non tutti i bastardi sono di Vienna), il duo Monaldi & Sorti, Valeria Montaldi, Emma Pomilio, Carla Maria Russo (autrice, tra gli altri, de La sposa normanna), Marco Salvador (con la saga sui Longobardi),
Alcuni romanzi insigniti del Premio Strega hanno un'ambientazione storica, come Vita di Melania Gaia Mazzucco, Il dolore perfetto di Ugo Riccarelli, Stabat Mater di Tiziano Scarpa e Canale Mussolini di Antonio Pennacchi.